# Terapia komórkowa
Terapia komórkowa, terapia komórkami macierzystymi (ang. stem-cell therapy) – gałąź terapii w medycynie, polegająca na wykorzystaniu ludzkich komórek macierzystych lub progenitorowych do regeneracji uszkodzonych tkanek lub narządów pacjenta.

## Stan badań naukowych (2021 r.)
Jest to nowa forma terapii, której skuteczność pozostaje wciąż niepotwierdzona, mimo że teoretyczne aspekty wydawały się bardzo obiecujące. W 2014 pisano na przykład, że "opracowanie standardów kontroli bezpieczeństwa i efektywności terapii chorób neurologicznych na podstawie unikatowych właściwości komórek macierzystych stanowi pilne zadanie dla środowiska lekarskiego".
Pomimo znacznej liczby publikacji donoszących o udanych przypadkach terapii opartych na komórkach macierzystych, znaczna liczba badań klinicznych nie uzyskała jeszcze pełnych zatwierdzeń regulacyjnych dla walidacji jako terapii z wykorzystaniem komórek macierzystych. Do chwili obecnej (2020), najbardziej uznanym sposobem leczenia z wykorzystaniem komórek macierzystych jest przeszczep szpiku kostnego w celu leczenia zaburzeń krwi i układu odpornościowego.
Komórki macierzyste najczęściej używane w badaniach klinicznych to mezenchymalne komórki macierzyste (MSC, mesenchymal stem cells, mesenchymal stromal cells), otrzymywane w warunkach hodowlanych in vitro tkanek ludzkich (dojrzałych lub płodowych). Komórki te mogą pochodzić z tego samego pacjenta, lub od dawcy; metoda ta różni się od przeszczepów tym, że korzysta się w niej nie z całych narządów lub tkanek, ale z wyizolowanych, oczyszczonych i czasem zmodyfikowanych komórek.

## Ostrzeżenia przed rzekomymi terapiami przy użyciu komórek macierzystych
Biorąc pod uwagę rosnącą popularność reklam terapii z wykorzystaniem komórek macierzystych, różne instytucje odpowiedzialne za zdrowie publiczne wyraziły zaniepokojenie nadużyciami i oszustwami związanymi z rzekomymi kuracjami.
W marcu 2019, amerykańska Agencja Żywności i Leków (FDA) opublikowała ostrzeżenie przed terapiami z wykorzystaniem komórek macierzystych. "Niektórzy pacjenci mogą być narażeni na zabiegi z wykorzystaniem komórek macierzystych, które są nielegalne i potencjalnie szkodliwe". W związku z tym, ze wielu potencjalnych pacjentów wybiera terapie w innych krajach, FDA podkreśla, że nie ma nadzoru nad zabiegami wykonywanymi w tychże krajach, i ma niewiele informacji na temat zagranicznych placówek lub ich produktów komórek macierzystych, które być może nie podlegają żadnym regulacjom.
W USA rośnie liczba procesów sądowych przeciwko podmiotom prowadzącym terapie z wykorzystaniem komórek macierzystych. W 2021 roku Federalna Komisja Handlu radzi:
Jeśli szukasz sposobu na leczenie dolegliwości medycznych, oto kilka rzeczy, o których warto pamiętać:
- Nie ufaj stronie internetowej tylko dlatego, że wygląda profesjonalnie, używa terminów medycznych lub ma historie sukcesu od "prawdziwych ludzi", które mogą być zmyślone.
- Zastanów się krytycznie nad każdym twierdzeniem, które widzisz, zwłaszcza nad twierdzeniami zdrowotnymi dotyczącymi nowych procedur.
- Samodzielnie poszukaj w sieci. Wyszukaj nazwę firmy leczenia lub procedury plus słowa "oszustwo", "skarga" i "opinie" (“scam,” “complaint,” & “review”)
- Następnie, porozmawiaj o rzekomych terapiach ze swoim lekarzem. Nie podejmuj decyzji medycznych w oparciu o reklamy lub materiały marketingowe.

Istnieje niezależna baza danych na temat badan dotyczących terapii komórkami macierzystymi, utworzona przez Paula Knoepflera, badacza komórek macierzystych na Uniwersytecie Kalifornijskim w Davis School of Medicine, który dodatkowo monitoruje w Internecie fałszywe reklamy i dezinformację z nieuczciwych klinik.